# Rolando Saquipay
Jaime Rolando Saquipay Pañi (né le 21 juillet 1979 à Baños, Azuay) est un athlète équatorien, spécialiste de la marche.
Il remporte la médaille d'argent lors des Jeux panaméricains de 2007. Il termine 17e aux Jeux olympiques d'Athènes, puis 20e des Jeux olympiques de 2008 et 18e des championnats du monde d'athlétisme 2013. En 2005, il a remporté une Coupe panaméricaine de marche, en réalisant son meilleur temps sur 20 km.
Il termine 11e du 50 km lors des Championnats du monde par équipes 2016 à Rome.
Ses meilleurs temps sur route sont :
- 20 km, 1 h 19 min 21 s à Lima le 7 mai 2005,
- 50 km, 3 h 50 min 19 s à Taicang le 3 mai 2014, lors de la Coupe du monde de marche 2014.